# Friedrich-Karl von Plehwe
Friedrich-Karl Albrecht von Plehwe (Langfuhr, 25 april 1912 – 1 december 1998) was een Duits militair, jurist en diplomaat.
Hij werd geboren in Langfuhr (Wrzeszcz), destijds een voorstad van Danzig (Gdansk), als oudste kind van een adellijk geslacht van juristen, officieren en agrariërs; zo was zijn grootvader Carl Siegfried von Plehwe generaal. Nadat hij geslaagd was voor het examen aan het Wilhelmsgymnasium in de Oost-Pruisische hoofdstad Königsberg (Kaliningrad) ging hij in 1930 het leger in. In 1939 werd hij ritmeester en regimentsadjudant bij een cavalerie-regiment in Göttingen. Tijdens de Tweede Wereldoorlog zat Von Plehwe bij de Generale Staf en in de periode van november 1940 tot september 1943 werkte hij bij de Duitse ambassade in Rome als eerste assistent van de militair attaché generaal Enno von Rintelen. In september 1943 gaf Italië zich over aan de geallieerden waarmee een einde kwam aan de As Rome-Berlijn. Von Plehwe heeft over die periode verschillende boeken geschreven (zie bibliografie). Hierna werd hij ingedeeld bij de 719e infanteriedivisie en in november 1943 kwam hij als 'Erster Generalstabsoffizier' naar het Duitse legerhoofdkwartier in Dordrecht. Daar hield hij zich onder andere bezig met plannen om delen van Nederland om strategische redenen onder water te zetten (zie artikel: Inundatie (1944-1945)). Hierbij werd gedacht aan twee methoden: wildes Fluten (opblazen van dijken) en zahmes Fluten (het openzetten van sluizen). Op 1 juli 1944 volgde promotie tot Oberstleutnant. In april 1945 werd Von Plehwe door de Amerikanen gevangengenomen maar kort daarop weer vrijgelaten. 
Later dat jaar ging hij aan de Georg-August-Universität Göttingen rechts- en staatswetenschappen en hedendaagse geschiedenis studeren waar hij in 1949 promoveerde tot "Dr. jur.". In 1951 trad Von Plehwe toe tot de diplomatieke dienst die hem op verschillende posten in het buitenland benoemde. Zo was hij ambassaderaad voor de Bondsrepubliek Duitsland bij de Noord-Atlantische Verdragsorganisatie (NAVO) in Parijs. Later werkte hij in Londen bij de West-Europese Unie waar hij in november 1967 plaatsvervangend secretaris-generaal werd. Tot september 1974 was de Luxemburger Georges Heisbourg de secretaris-generaal van de WEU waarna deze voor Luxemburg de ambassadeur in Moskou werd. Hoewel al maanden eerder bekend was dat er voor Heisbourg een opvolger moest komen, konden de WEU-landen het lange tijd niet eens worden over een opvolger waardoor Von Plehwe tot begin 1977 die functie waarnam.

## Militaire loopbaan
- Leutnant: 1933
- Oberleutnant:
- Rittmeister: 1939
- Major:
- Oberstleutnant: 1 juli 1944